# باشگاه فوتبال سیاتل ساندرز (۱۹۹۴–۲۰۰۸)
سیاتل ساندرز یک تیم فوتبال حرفه‌ای آمریکایی بود که در سال ۱۹۹۴ تأسیس شد و در چندین لیگ دسته دوم بازی کرد که با لیگ فوتبال حرفه‌ای آمریکا شروع شد. آنها از سال ۱۹۹۷ تا ۲۰۰۸ در ای-لیگ بازی کردند که بعداً به دسته اول یواس‌ال تغییر نام داد. این تیم به یادبود تیمی از لیگ فوتبال آمریکای شمالی با همین نام نامگذاری شد که در سال ۱۹۸۳ منحل شد. ساندرز پس از فصل ۲۰۰۸ به عنوان بخشی از انتقال به یک تیم جدید لیگ برتر فوتبال (ام‌ال‌اس) به نام سیاتل ساندرز اف‌سی منحل شد.